# The Mischief Maker (film 1914)
The Mischief Maker è un cortometraggio muto del 1914 diretto da Frederick A. Thomson.

## Produzione
Il film fu prodotto dalla Vitagraph Company of America.

## Distribuzione
Distribuito dalla General Film Company, il film - un cortometraggio in due bobine - uscì nelle sale cinematografiche statunitensi il 7 marzo 1914. La Favorite Films ne distribuì una riedizione il 18 febbraio 1918.
Copia della pellicola viene conservata negli archivi della Library of Congress.